# Аја Напа
Аја Напа (грч. Αγια Ναπα) туристичко је место на југоисточној обали медитеранског острва Кипар. Припада округу Фамагуста. Удаљена је од Ларнаке 47 км, а од главног града Никозије око 85 км. Најближи аеродром је аеродром Ларнака.

## Популација
Број становника се рапидно повећава из године у годину. Према попису из 2011. године, број становника је био 3.212 Већину становништва чине кипарских Грци, али ту се налазе и колоније Енглеза, Швеђана и Руса.

## Историја
Пре инвазије турске војске 1974. године, Агија Напа („Агиа“ = „света“, „Напа“ = архаични назив за „шума“) је била мало и мирно рибарско и пољопривредно село. Иначе, у давна времена, подручје око града било је прекривено густом шумом.
Први пут се помиње 1530. године када је, према предању, у шумској пећини пронађена икона Пресвете Богородице. Ово је виђено као божански знак, а у знак захвалности подигнут је манастир око којег је подигнуто касније језгро града. Око 2 км западније сматра се да је живела Света Текла, где је у њену част уклесана катакомбна црквица.

## Храмови и манастири
У самом центру села налази се древни манастир Аја Напа. Манастир, а по њему и област, добио је име захваљујући икони „Панагија Напа“ (може се превести као „Света Богородица (из) шуме“), пронађеној у шуми. Према једној верзији, у пећини гдје се сада налази црква, ловац је пронашао чудотворну икону Пресвете Богородице. Ловачки пас је први приметио сјајећу икону и, зауставивши се испред ње, почео је упорно да лаје, привлачећи пажњу власника. Сазнавши за проналазак иконе, бројни верници су почели да посећују ово место. Икона је по свој прилици била смештена у пећину у периоду иконоборства (7-8. век нове ере) и захваљујући томе је спасена. У XIV веку, пећина је била надграђена и тако је основана манастирска црква. Временом је именом иконе почело и само место да се зове Аја Напа.
Име Аја Напа се први пут помиње 1366. године, међутим према доступним налазима, место је било насељено и раније. Манастир у данашњем облику основан је у 15. веку за време млетачке владавине на Кипру.
Сада манастир ради само као музеј. Дневне службе Кипарске православне цркве одржавају се у новој цркви изграђеној 50 метара од манастира тако да се ту можете исповедити и причестити.

## Туризам
Првобитно скромно село са пословима, чији становници су се бавили углавном пољопривредом и рибарством, за непуне две деценије постало је значајан туристички центар.
Тренутно је Аја Напа најзначајнија и највећа туристичка дестинација на Кипру, са капацитетом од 27.000 људи и преко 175 хотела и апартмана свих величина. У 2017. години летовалиште је угостило преко 700.000 туриста и остварило 5 милиона ноћења, што је отприлике 30% свих ноћења на Кипру.
Аја Напа има 27 плажа, од којих је 14 награђено Плавом заставом. То је више него било које друго одмаралиште на Кипру. Иначе, Кипар се налази на другом месту на свету по броју плажа са Плавим заставицама, одмах иза Хрватске.
У 2011. плажа Ниси је била на врху Tripadvisor листе најбољих плажа у Европи. У 2017. години, плажа Макронисос је изабрана од стране Travel Weekly-а као трећа најбоља плажа на Кипару и Грчкој. Си-Ен-Ен је рангирао плажу Ниси као најбољу плажу за посету у јулу 2018. године.

## Спорт

### Фудбал
Фудбалски клуб Аја Напа је основан 1990. године.